# فيكتوريا أوستين
فيكتوريا أوستين (بالإنجليزية: Victoria Osteen) هي القس المشاركة في كنيسة لايكوود تشيرتش في هيوستن، تكساس ومؤلفة وزوجة جويل أوستين وزوجة ابن جون أوستين.

## مؤلفاتها
- أحبَّ حياتك: العيش في سعادة وصحة وكمال، 2009

## روابط خارجية
- فيكتوريا أوستين على موقع IMDb (الإنجليزية)